# Paul Foster Case
Paul Foster Case (Fairport, Nueva York, 3 de octubre de 1884-2 de marzo de 1954) fue un ocultista estadounidense, autor de numerosos libros sobre tarot y cábala.
Posiblemente su mayor contribución en el campo del ocultismo fueron las lecciones que escribió para los miembros de BOTA (Builders of the Adytum: Constructores del Adytum; véase adytum). Se hizo famoso por las conferencias secretas de «conocimientos oscuros» que dio a los miembros iniciados de los capítulos de BOTA, aunque su circulación restringida las ha hecho menos conocidas.

## Primeros años
Erudito moderno de tarot y cábala, Paul Foster Case nació a las 5:28 p.m. del 3 de octubre de 1884 en Fairport (Nueva York).
Su padre era el bibliotecario del pueblo y diácono de la iglesia congregacional local. Cuando tenía cinco años, su madre empezó a enseñarle piano y órgano, y más adelante en su juventud, Case sería el organista en la iglesia de la familia. Músico de talento, emprendió una exitosa carrera como violinista y director de orquesta.
Case se sintió pronto atraído por lo oculto. En la infancia, vivió experiencias que hoy se llamarían sueños lúcidos. Se carteaba acerca de estas experiencias con Rudyard Kipling, quien le animaba a verificar su búsqueda paranormal.
En 1900, conoció al ocultista Claude Bragdon en un acto benéfico. Bragdon preguntó a Case cuál creía que era el origen de las barajas de cartas. Después de buscar la respuesta en la biblioteca de su padre, encontró un vínculo con el tarot, un libro llamado The Game of Man (El Juego del Hombre); de esta manera empezó el estudio del tarot, que duraría el resto de su vida.
Entre 1905 y 1908 (a la edad de 20-24 años), empezó a practicar yoga, en particular el pranayama, del que se habían publicado varias fuentes. Parece que sus primeras experiencias le causaron tales dificultades mentales y emocionales que le convencieron de por vida de que la llamada práctica "oculta" debe ser realizada con orientación y entrenamiento adecuados.
En verano de 1907 leyó The Secret of Mental Magic (El secreto de la magia mental), de William Walker Atkinson (también conocido como Ramacharacka), que le condujo a mantener correspondencia con el entonces popular autor del movimiento del Nuevo Pensamiento. Mucha gente ha especulado con que Case y Atkinson fueron dos de los tres autores anónimos del Kybalión, influyente texto filosófico.

## El dilema de Case: la música o los misterios
Case explicó un encuentro que tuvo en las calles de Chicago, allá por 1909 o 1910, que cambiaría el curso de su vida. Un tal "Dr. Fludd", eminente médico de Chicago, se acercó al joven Case y, saludándole por su nombre, le informó que tenía un mensaje de un "Maestro de sabiduría" que, según dijo el doctor, "es mi maestro además del suyo". 
El desconocido dijo a Case que se le estaba ofreciendo una elección. Podía continuar con su triunfante carrera musical y vivir cómodamente, o dedicarse a "servir a la humanidad" y de ese modo desempeñar un papel en la era venidera. 
A partir de ese momento, Case empezó a estudiar y diseñar las lecciones que servirían como plan de estudios central para los Builders of the Adytum, la escuela de Tarot y Cábala que fundó y que en la actualidad sigue en activo.
En 1916 Case publicó en la popular revista sobre ocultismo The Word una innovadora serie de artículos sobre las cartas del Tarot, titulada The Secret Doctrine of the Tarot (La doctrina secreta del Tarot). Estos artículos tuvieron gran repercusión en la comunidad ocultista tanto porque organizaban y clarificaban aspectos confusos y dispersos del conocimiento oculto como porque ilustraban y arrojaban luz sobre el Tarot.

## Whitty y Alpha et Omega
En 1918, Case conoció a Michael Whitty, editor de la revista Azoth, quien más tarde se convertiría en amigo íntimo. Whitty servía como Cancellarius (tesorero/gerente) de la Logia de Thoth-Hermes de Alpha et Omega. Alpha et Omega era el grupo de S. L. MacGregor Mathers que este formó tras la desaparición de la original Orden Hermética de la Aurora Dorada o Golden Dawn, como se la conoce en inglés. Whitty invitó a Case a unirse a Thoth-Hermes, cosa que éste hizo. El nombre de aspirante de Case en la A.'.O.'. era Perserverantia (perseverancia).
Whitty volvió a publicar las atribuciones de Case de las cartas del Tarot (con correcciones) en Azoth. Ese mismo año, Case se convirtió en Sub-Praemonstrator (Jefe Adjunto-Instructor) de la Logia Thoth-Hermes. Los años siguientes inició una correspondencia con el dr. John William Brodie-Innes (Fr. Sub Spe).	
Entre 1919 y 1920, Case y Michael Whitty colaboraron en el desarrollo de un texto que posteriormente se publicaría como The Book of Tokens. Este texto se escribió como texto recibido, ya a través de meditación, vía escritura automática, o por otros medios. Posteriormente salió a la luz que la fuente era el Maestro R.. El 16 de mayo de 1920 Case recibió la iniciación en la Segunda Orden de Alpha et Omega. Tres semanas más tarde, según la reseña biográfica en la página web de la Golden Dawn, fue nombrado Tercer Adepto.	
En diciembre de 1920 murió Michael Whitty. Case creía que los problemas de salud de Whitty eran atribuibles a los peligros que surgían o podían surgir trabajando con la magia Enoquiana. Más adelante mantuvo correspondencia con Israel Regardie sobre estos temas.

## Controversia con Moina Mathers
Se ha pretendido que "debido a su rápido ascenso por los Grados de la Orden [Case] despertó algunas envidias entre los otros Adeptos" o que algunas de sus enseñanzas parecían inoportunas. Fueran los que fueren los hechos reales, el 18 de julio de 1921 Moina Mathers (viuda de MacGregor Mathers) escribió a Case sobre temas que habían llegado a sus oídos acerca de algunas de sus enseñanzas.
En la carta que escribió, Moina dijo a Case: 
"Por lo visto, usted ha alcanzado un punto en su camino místico en el que parece que se encuentra ante ciertas encrucijadas. El artista que hay en usted, a quien yo reconozco y comprendo profundamente, probablemente escogería aprender la Verdad a través de la alegría y la belleza de la vida física".
"Usted, que ha estudiado los Panteones, ¿conoce a ese Dios encantador, el celta Angus, el Eternamente Joven? ¿Llamado a veces Señor del País de los Deseos del Corazón? El artista que hay en nosotros ha permanecido siquiera un momento en este país. Pero usted y yo, maestros y pioneros en este Mundo Expiatorio, debemos prepararnos antes que todos los Dioses para ser sirvientes de los más grandes de entre ellos... Osiris, el Cristo, el Dios del Sacrificio de Uno Mismo'".
Y así, Moina Mathers pidió a Case que dimitiera como Praemonstrator, como efectivamente hizo. Aparentemente Case ya había empezado a trabajar en la fundación de una Escuela de Misterios propia.

## Builders of the Adytum
Tras abandonar Alpha et Omega, Case se empleó a fondo en la organización de su propia Escuela de Misterios. En verano de 1922, Case empezó a invertir los primeros esfuerzos en la preparación de un extenso curso por correspondencia. En un año el curso cubría lo que en la actualidad B.O.T.A. cubre en cinco años. Llamó al curso The Ageless Wisdom (La Sabiduría Eterna), y cubría la práctica totalidad del Hermetismo. Sobre 1923 Case constituyó The School of Ageless Wisdom (Escuela de La Sabiduría Eterna), probablemente en Boston.	 
En pocos años se trasladó a Los Ángeles, abandonando de una vez por todas su carrera de músico, y fundó Builders of the Adytum (B.O.T.A.). Todavía en funcionamiento, B.O.T.A. es una auténtica Escuela de Misterios. En las siguientes tres décadas, Case organizó el plan de estudios de lecciones por correspondencia que cubrían prácticamente la totalidad del corpus de la llamada Tradición Mistérica Occidental: Tarot, Cábala y Alquimia.

## Puntos de vista de Case sobre los Enochianos
En marzo de 1937, Case describió en la revista Wheel of Life (Rueda de la Vida) la relación entre B.O.T.A. y la Golden Dawn, y sus puntos de vista sobre el uso del material enochiano por parte de la Golden Dawn:
"B.O.T.A. es un producto directo de la Golden Dawn, pero en su trabajo se ha eliminado toda la magia peligrosa y dudosa que había sido incorporada en su plan de estudios por el difunto S.L. MacGregor Mathers, responsable de la inclusión de los ceremoniales basados en la adivinación por los cristales de Sir Edward Kelly.
"En los rituales y ceremoniales de la Golden Dawn hay muchas cosas enormemente valiosas; pero del primero al último grado está todo viciado por esos elementos peligrosos tomados de Dee y Kelly. Además, en muchos puntos el trabajo práctico no está provisto de las precauciones adecuadas, de tal suerte que, para el conocimiento personal del que esto suscribe, un operador que trabaje con los rituales de la Golden Dawn corre riesgos muy graves de enfermar su organismo físico, o de obsesionarse con entidades malignas".

## Fallecimiento de Case
Case murió plácidamente mientras se encontraba de vacaciones en México con su segunda mujer, Harriet. Sus cenizas descansan en Forest Lawn Memorial Park en Glendale, California.

## Influencias significativas en la vida de Case
Maestro R.
En verano de 1921, Case recibió una llamada telefónica del Maestro R. Más tarde Case conoció al Maestro R. en persona, en el Hotel Roosevelt en Nueva York (Avenidas Madison y Lexington con la calle 43).
El Adytum News describe así este encuentro: 
"Un día sonó el teléfono, y grande fue su sorpresa cuando oyó que a través del teléfono le hablaba la misma voz que le había estado instruyendo interiormente en sus investigaciones de muchos años. Era el Maestro R., que venía personalmente a Nueva York con el propósito de preparar a Paul Case a empezar la próxima encarnación del Camino de Retorno Cabalístico... Después de tres semanas de instrucción personal con el Maestro R., se fundó Builders of the Adytum".
Lilli Geise
La primera esposa de Case fue Lilli Geise, hermana de la Golden Dawn, pero el matrimonio duró poco debido a que murió pocos años después del mismo (9 de mayo de 1924).
Harriet B. Case (1893-1972)
Provenía de una longeva línea de aristócratas estadounidenses. Su primera llamada al servicio de la humanidad ocurrió durante la Primera Guerra Mundial, lo cual interrumpió violentamente su deseo de continuar sus estudios artísticos, particularmente relativos a la escultura. El renombrado escultor Alexander Archipenko, con quien estudió, la consideraba como una de sus mejores y más talentosas discípulas, y solo quienes han abandonado una carrera prometedora en las artes pueden comprender lo que le costó emocionalmente el prestar servicio en Francia durante los años de la guerra en la Burea War Relief.
Al volver a América tras la victoria aliada, intentó recuperar su vida social y sus estudios, y se casó con el capitán Louis Pager, como piloto de la RAF. Pero su anterior agrado por empresas más mundanas se consumió en el crisol de la guerra, en el cual se destilaron también deseos ardientes de aprender más acerca de la naturaleza espiritual de la humanidad, y de ayudar a otros aspirantes en el arduo Sendero del Retorno. Por entonces ya estaba inmersa en estudios metafísicos Orientales y Occidentales, incluyendo muchos años en la Escuela Arcana, llegando a ser secretaria personal de Alice Bailey, fundadora de dicha escuela. Pero aún encontró tiempo para ser una amante esposa para su marido y una devota madre para sus dos hijos. En su madurez, perdió a su marido y sus hijos crecieron. 
Guiada por el Maestro R., descubrió en las enseñanzas de B.O.T.Al gran camino cuyo recorrido era su destino. Esto atrajo al Dr. Case y a Harriet Page y encendió la llama divina que hizo de ellos marido y mujer durante un breve lapso de tiempo. En 1943 se casaron. Se ha especulado sobre la gran importancia que Harriet tubo en la financiación en los primeros tiempos de B.O.T.A. 
Ann Davies (1912-1975)
En 1943 Case fue presentado a Ann Davies. Ella entraba a una de sus clases con su hermana. Más tarde, Ann y su hija pequeña Bonnie se trasladaron a la casa de Case, donde colaboraban sirviendo las comidas, mimeografiando lecciones, etc.
Nació el 28 de octubre de 1912 en Cleveland (Ohio) y murió el 9 de junio de 1975, fue Directora Espiritual de B.O.T.A. - Constructores del Adytum, sucedió a Paul Foster Case en la dirección de B.O.T.A., manteniendo y extendiendo una línea directa de conexión con las sagradas enseñanzas de la Tradición de los Misterios Occidentales.
Su preparación para ser Directora Espiritual empezó después de nacer y desde edad temprana experimentó estados de conciencia que muchos consideran la última meta espiritual. Incapacitada para trabajar, debido a una grave enfermedad que le impedía caminar por sí sola se hizo bibliotecaria pública y esto fue como su segundo hogar, su deseo de saber y su habilidad para asimilar grandes conceptos en poco tiempo le permitieron construir una base de conocimiento en filosofías de Oriente y de Occidente, además también en ciencias naturales.
Su visión interna de la existencia, que se le presentaba en sus experiencias místicas, le condujo al encuentro con Paul Foster Case en 1943, aunque no se habían visto hasta entonces en esta vida hubo un reconocimiento instantáneo y mutuo. Le conoció en una conferencia que él dio, ella se acercó a él y así empezó la gran aventura, supo que Paul F. Case era el cabeza y fundador de esta Orden, un eslabón en la cadena de entrenamiento en las Escuelas de Misterios, ambos supieron intuitivamente que habían sido atraídos para trabajar juntos . Ann fue discípula personal de Paul Case y la preparó para el trabajo esotérico de la Orden, antes de morir Paul F. Case le dijo que era aceptada por la Escuela Interna y que había sido elegida desde la niñez; él le dio la instrucción en Tarot y Qabalah, a los cuales se dedicó completamente.
Con esta dedicación, amplió y extendió los Cursos de B.O.T.A., instruyendo con meditaciones prácticas en el conocimiento del "sí mismo" y al servicio a la Humanidad, ayudó también a preparar y a pasar a máquina las lecciones para enviarlas a cada estudiante, ocupándose pues de la correspondencia, corregir exámenes, etc, en fin que se ocupó de todo lo que actualmente hace un equipo de personas.
Comenzó a trabajar con el Tarot y un nuevo ciclo empezó a abrirse: rompimiento de modelos negativos, desarrollo de visión interior, limpieza de canales, más percepción de guía superior .
En las primeras etapas practicó con el Tarot poco más de media hora al día y en la avanzada una hora, lo que le produjo milagros de transformación; esta técnica espiritual y psicológica es un sendero firme y seguro para la realización de la libertad de todos nuestros temores internos, libera la conciencia para dirigirla hacia la unión con Dios ; puede ser llamada el Yoga Occidental porque el Tarot está diseñado para guiar a los aspirantes hacia la liberación mientras nos encontramos activos en nuestros asuntos diarios
Su impedimento físico empeoraba pero aun así nunca perdió la sonrisa, la alegría con la que hacía las cosas a los que entraban en contacto con ella, destacando sobre todo la capacidad "receptiva" o de "escucha" de los problemas ajenos.
Cuando en 1954, murió Paul F. Case, la responsabilidad del trabajo de B.O.T.A. quedó en manos de Ann Davies y su dedicación permitió que la obra se expandiera y que así muchos llegaran a conocerla. 
En 1964, estableció en Nueva Zelanda una rama de Constructores del Adytum, también ayudó a establecer la sede latinoamericana de Constructores del Adytum, nombró a Jacob Fuss para sucederle como Director Espiritual tras su muerte en 1975.
Afiliaciones masónicas
Según los archivos de membresía de la Gran Logia, F. & A.M. de California y una biografía no publicada de Case escrita por el archivador de Builders of the Adytum.
Logia de Fairport No. 476, Fairport, Nueva York.
- Iniciado: 22 de marzo de 1926
- Aceptado: 12 de abril de 1926
- Ascendido: 28 de junio de 1926

Logia de Hollenbeck No. 319, Los Angeles
- Afiliado: 5 de septiembre de 1944
- Dimitido: 2 de junio de 1953

Logia de Eagle Rock No. 422, Los Angeles
- Afiliado: 2 de junio de 1953

## Escritos de Case
Artículos:
1. Artículo sobre Tarot en "The Word" (1916)
2. Artículo sobre Tarot (revisado) en "Azoth Magazine" (1918)

Libros:
1. The Kybalion (1912) [con William A. Atkinson]
2. An Introduction to the Study of the Tarot (1920)
3. A Brief Analysis of the Tarot (1927)
4. The True and Invisible Rosicrucian Order (1927)
5. Correlations of Sound & Color (1931)
6. The Highlights of Tarot (1931)
7. The Book of Tokens (1934)
8. The Great Seal of the United States (1935)
9. Progressive Ratoscope (1936)
10. The Open Door (1938)
11. The Tarot: A Key to the Wisdom of the Ages (1947)
12. Daniel, Master of Magicians
13. The Masonic Letter G
14. The Name of Names

## Su legado
Case dejó tras de sí gran cantidad de escritos publicados sobre Tarot y Cábala, además de muchos otros no publicados que circulan hoy en día por la Escuela de Misterios que fundó.
Algunos textos del "The Book of Tokens" fueron usados en el número musical inspirado en el Tarot del episodio de Xena: la princesa guerrera titulado The Bitter Suite.

### Historia en sitios externos
- Biografía según la Golden Dawn Archivado el 3 de noviembre de 2010 en Wayback Machine. (en inglés)
- De la Golden Dawn esotérica (en inglés)
- De la Masonería (en inglés)
- Case Timeline de Lee Moffitt (en inglés)

### Textos originales
Escritos de Case y sus contemporáneos
- Archivos de PFC de la Fraternidad de la Luz Oculta (en inglés)
- Carta a Israel Regardie, 15 de enero de 1933
- Carta a Israel Regardie, 10 de agosto de 1933
- Introducción al estudio del Tarot, HTML (en inglés)
- The 32 Paths of Wisdom. Texto recibido en 1919 por el Dr. Case y Michael Whitty

### Recursos En línea
información online sobre Case y su trabajo
- Biografía de Paul Foster Case en español
- Archivos Pau Foster Case en español
- Builders of the Adytum (B.O.T.A.) (en inglés)
- B.O.T.A. en español
- Fraternidad de la Luz Oculta (F.L.O.) en español
- Fraternidad de la Luz Oculta (F.L.O.) (en inglés)

Fórums de discusión de Case y su trabajo
- Sabiduría Eterna - Grupo de debate, comentario y discusión sobre las enseñanzas que Paul Foster Case y Ann Davies han legado en español
- Fórum de discusión de Paul Foster Case (en inglés)
- Fórum de discusión de libros de PFC (en inglés)
- Fórum de Discusión Achad para estudiantes de B.O.T.A., B.O.T.A. Europa, F.L.O y Artisans of Light

Recursos online que recogen el trabajo de Case o sus estudiantes (en inglés)
- Joyous World Ejemplos de Cábala y Tarot (en inglés)
- Ensayos de Joseph Nolen Colección completa de los boletines informativos de Inner Journey (Viaje Interior) escritos por Joseph Nolen, antiguo Presidente de BOTA, estudiante por 40 años de Ann Davies y Paul Case, según algunos maestro de la Sabiduría Eterna. (en inglés)
- La Página de Recursos de Paul Foster Case Recursos y materiales sobre PFC (en inglés)

Basado en el artículo de la Wikipedia inglesa
- Datos: Q269751